# 도쿄도도 제5호선
도쿄도도 제5호선(일본어: 東京都道5号新宿青梅線→도쿄도도 5호 신주쿠-오메선)은 도쿄도 신주쿠구에서 오메시까지 이어지는 일본의 주요 지방도다.

## 같이 보기
- 도도부현도